# Canoë-kayak aux Jeux olympiques d'été de 1936
Navigation
Paris 1924 (démonstration) Londres 1948
Résultats des épreuves de Canoë-kayak aux Jeux olympiques d'été de 1936 à Berlin.

## Tableau des médailles
| Rang  | Pays            | Médaille d'or, Jeux olympiques | Médaille d'argent, Jeux olympiques | Médaille de bronze, Jeux olympiques | Total |
| 1     | Autriche        | 3                              | 3                                  | 1                                   | 7     |
| 2     | Allemagne       | 2                              | 3                                  | 2                                   | 7     |
| 3     | Tchécoslovaquie | 2                              | 1                                  | 0                                   | 3     |
| 4     | Canada          | 1                              | 1                                  | 1                                   | 3     |
| 5     | Suède           | 1                              | 0                                  | 1                                   | 2     |
| 6     | France          | 0                              | 1                                  | 0                                   | 1     |
| 7     | Pays-Bas        | 0                              | 0                                  | 3                                   | 3     |
| 8     | États-Unis      | 0                              | 0                                  | 1                                   | 1     |
| Total | Total           | 9                              | 9                                  | 9                                   | 27    |

### 1 000 mètrescanoë monoplace hommes
| Médaille | Nom             | Pays            | Performance |
| -------- | --------------- | --------------- | ----------- |
| Or       | Francis Amyot   | Canada          | '           |
| Argent   | Bohuslav Karlik | Tchécoslovaquie | '           |
| Bronze   | Erich Koschik   | Allemagne       | '           |

### 1 000 mètrescanoë biplace hommes
| Médaille | Nom                                | Pays            | Performance |
| -------- | ---------------------------------- | --------------- | ----------- |
| Or       | Vladimír Syrovátka Jan Brzák-Felix | Tchécoslovaquie | '           |
| Argent   | Joseph Kampfl A. Edletitsch        | Autriche        | '           |
| Bronze   | Frank Saker Harvey Charters        | Canada          | '           |

### 1 000 mètreskayak monoplace hommes
| Médaille | Nom              | Pays      | Performance |
| -------- | ---------------- | --------- | ----------- |
| Or       | Gregor Hradetzky | Autriche  | '           |
| Argent   | Helmut Cämmerer  | Allemagne | '           |
| Bronze   | Jaap Kraaier     | Pays-Bas  | '           |

### 1 000 mètreskayak biplace hommes
| Médaille | Nom                                 | Pays      | Performance |
| -------- | ----------------------------------- | --------- | ----------- |
| Or       | Adolf Kainz Alfons Dorfner          | Autriche  | '           |
| Argent   | Ewald Tilker Fritz Bondroit         | Allemagne | '           |
| Bronze   | Nicolaas Tates Willem van der Kroft | Pays-Bas  | '           |

### 10 000 mètrescanoë biplace hommes
| Médaille | Nom                          | Pays            | Performance |
| -------- | ---------------------------- | --------------- | ----------- |
| Or       | Vaclav Mottl Zdenek Skrlant  | Tchécoslovaquie | '           |
| Argent   | Frank Saker Harvey Charters  | Canada          | '           |
| Bronze   | Rupert Weinstabl Karl Proisl | Autriche        | '           |

### 10 000 mètreskayak monoplace hommes
| Médaille | Nom                | Pays       | Performance |
| -------- | ------------------ | ---------- | ----------- |
| Or       | Ernst Krebs        | Allemagne  | '           |
| Argent   | Fritz Landertinger | Autriche   | '           |
| Bronze   | Ernest Riedel      | États-Unis | '           |

### 10 000 mètreskayak monoplace démontable hommes
| Médaille | Nom              | Pays      | Performance |
| -------- | ---------------- | --------- | ----------- |
| Or       | Gregor Hradetzky | Autriche  | '           |
| Argent   | Henri Eberhardt  | France    | '           |
| Bronze   | Xaver Hörmann    | Allemagne | '           |

### 10 000 mètreskayak biplace hommes
| Médaille | Nom                            | Pays      | Performance |
| -------- | ------------------------------ | --------- | ----------- |
| Or       | Paul Wevers Ludwig Landen      | Allemagne | '           |
| Argent   | Viktor Kalisch Karl Steinhuber | Autriche  | '           |
| Bronze   | Tage Fahlborg Helge Larsson    | Suède     | '           |

### 10 000 mètreskayak biplace démontable hommes
| Médaille | Nom                               | Pays      | Performance |
| -------- | --------------------------------- | --------- | ----------- |
| Or       | Sven Johansson Erik Bladström     | Suède     | '           |
| Argent   | Willi Horn Erich Hanisch          | Allemagne | '           |
| Bronze   | Pieter Wijdekop Cornelis Wijdekop | Pays-Bas  | '           |